# A17 (Zwitserland)
De A17 in Zwitserland, is een korte autoweg met een totale lengte van 2 kilometer, en loopt vanaf het knooppunt met de A3 bij Niederurnen naar Näfels. De autoweg maakt deel uit van de Nationalstrasse 17 (N17) en dient hoofdzakelijk als toevoerweg.
Tot 2020 behoorde de A17 tot het kanton Glarus en had destijds geen wegnummer. Nu de weg is overgedragen aan de federale overheid heeft het een eigen nummer gekregen en maakt nu meer kans op uitbereidingen.
Een verlenging van de A17 bevindt zich in de planningsfase. Het eerste stuk langs Näfels heeft bouwrecht en zal in afzienbare tijd aangelegd worden. Onbekend is of het tweede stuk langs Netstal kans maakt op een realisering.